# Platåberg

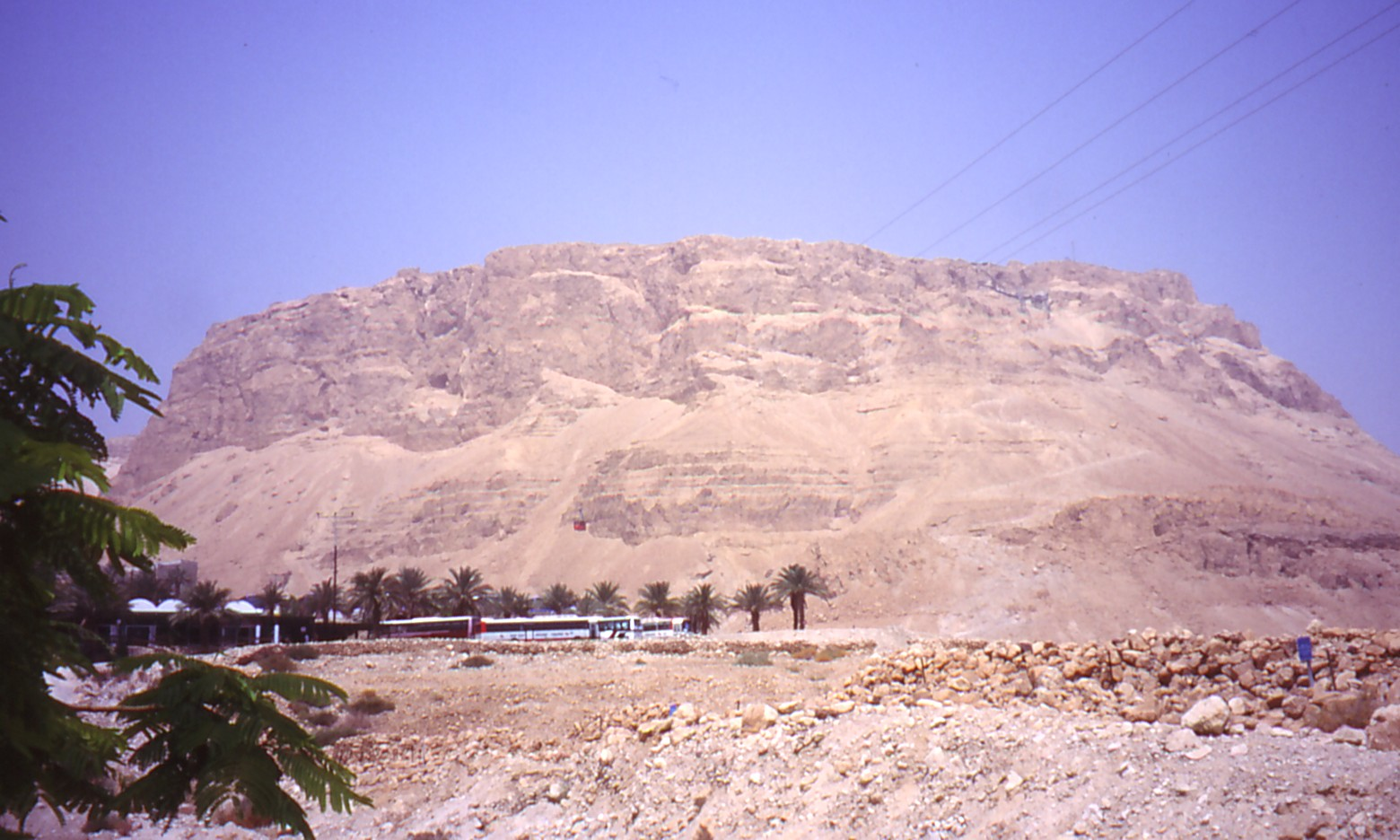
Masadaklippan i Israel är ett exempel på ett platåberg.

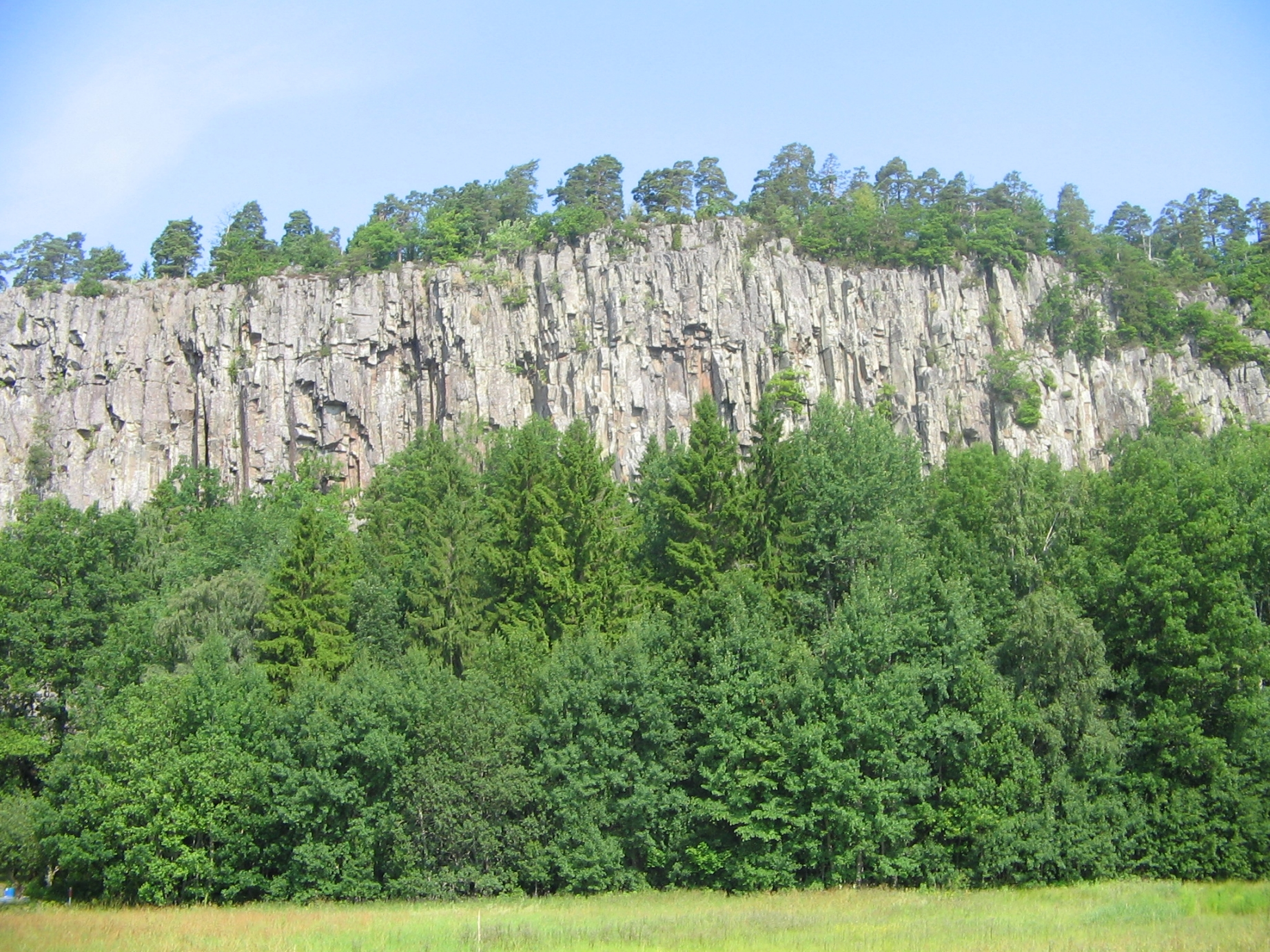
Halleberg är ett av platåbergen i Västergötland.

Platåberg (tidigare taffelberg) är ett berg med branta sidor och mer eller mindre horisontell överyta. Det är ett geomorfologiskt begrepp för att beskriva en viss typ av berggrundsmorfologi. Kända platåberg är Masadaklippan i Israel och Taffelberget i Sydafrika.
Ett närliggande begrepp är mesa som används för berg eller större landområde med platåkaraktär i vissa geografiska områden. I Guyanas högland kallas ett platåberg tepui.

## Platåberg i Sverige
I Sverige finns det platåberg främst i Västergötland (exempelvis Halle- och Hunneberg). Dessa har bildats genom att diabas intruderade under den geologiska tidsperioden perm och lade sig som ett täcke mellan olika delar av den paleozoiska lagerföljden. På så vis hindrades den underliggande berggrunden att erodera ner under de följande årmiljonerna. Platåbergen i Västergötland har fått sitt flacka utseende då diabasen följde svaghetszoner i berggrunden, till exempel bergartsgränser.